# Units x València
Units x València (Unidos por Valencia) fue un partido político nacionalista valenciano. Fue creado a partir de los partidos Opció Nacionalista Valenciana, escindido de Unió Valenciana en 2005 y Centristes Valencians (Centristas Valencianos). En febrero de 2013 inició un proceso mediante el cual se integró en la plataforma centrista Demòcrates Valencians, si bien un año y medio más tarde, el 7 de septiembre de 2014, UxV dio a conocer un comunicado en el que el Consejo Ejecutivo Nacional tomaba la decisión de romper las relaciones con Demócratas Valencianos.

## Ideología
Units x València fue un partido que se definía de centro y progresista así como nacionalista valenciano, republicano y federalista. Esta formación política se declaraba con la finalidad de ser vehículo para la consolidación democrática de la «Nación Valenciana», atraer a otros grupos políticos o asociaciones desde la estricta obediencia valenciana y asumir el reto de llevar a Valencia a las máximas cotas de autogobierno.
A pesar de que buena parte de sus miembros fundadores probenían de Unió Valenciana, que defendían el secesionismo lingüístico valenciano, y de usar la normativa de la RACV, en 2011 UxV se mostró a favor de la AVL, motivo por el cual algunos sectores blaveros calificaron a UxV de "catalanista", llegando incluso a grafitear con esta palabra gente afín al blaverismo varias sedes de UxV. Sin embargo, UxV se manifestó contrario a la idea de los Países Catalanes y defendió una nación valenciana totalmente autónoma, si bien respetaba al movimiento nacionalista catalán y no hacía gala del radical anticatalanismo que históricamente han mostrado las formaciones de tipo blaverista, mostrándose totalmente abierto al diálogo y al entendimiento con otros partidos nacionalistas valencianos.

## Historia
Units per València fue creado originalmente para presentar a las elecciones municipales de 2007, la coalición de Opció Nacionalista Valenciana -partido fundado en 2005- y Esquerra Nacionalista Valenciana - partido fundado en 1979-. Una vez pasado el periodo electoral y viendo el buen impacto que tiene este nombre, los dirigentes de Opció Nacionalista Valenciana deciden adoptar el nombre de forma habitual, a la vez que se une otro grupo político, Centristes Valencians. Se presenta oficialmente el día 28 de noviembre de 2008 en Almácera, saliendo elegido Secretario General Carles Choví.
El 30 de abril de 2010 durante el II Congreso de Units per València, Carles Choví, Secretario General de la formación, declaró su voluntad de conseguir más de 15.000 votos para las elecciones municipales 2011. Asimismo, tras el anuncio de Unión Valenciana de no presentarse a las elecciones y dar su apoyo al Partido Popular, muchos de sus militantes pasaron o se presentaron con Units x València.
El 15 de febrero de 2013 impulsaron un acto llamado Proposta per un Centre Democràtic Valencià, que busca crear una fuerza política de ámbito valenciano y de ideología reformista y demócrata, que será presentada en sociedad en octubre de 2013. Finalmente, en julio de 2013 se hizo pública la existencia de Demòcrates Valencians, formación paraguas de tipo centrista dónde tendrían cabida diferentes partidos de ámbito local de la Comunidad Valenciana, junto a otros de ámbito autonómico como Units per València. El 7 de septiembre de 2014, UxV da a conocer a través de la red social Facebook, un comunicado donde el Consejo Ejecutivo Nacional toma la decisión de romper las relaciones con Demócratas Valencianos. De cara a las elecciones de 2015 el partido se sumó a la coalición de En Positiu, junto a las formaciones Poble Democràtic Podem, Gent per Benifayó, Independents de Montroy y Gent en Positiu.

## Resultados electorales

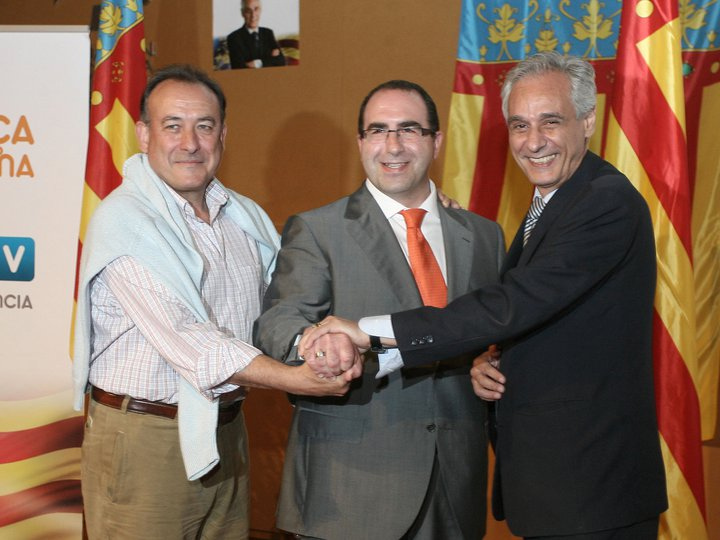
Héctor Villalba, Carles Choví y Miquel Ramon en el acto central de campaña de las Elecciones a las Cortes Valencianas de 2011.

Units per València se presentó en varios procesos electorales, con el objetivo de captar parte del electorado que apoyó a Unió Valenciana hasta las elecciones de 2003, pero obteniendo discretos resultados:
- Elecciones municipales de 2007 y elecciones autonómicas de 2007, con el nombre de Units x València, como coalición entre Opció Nacionalista Valenciana y Esquerra Nacionalista Valenciana.

En las elecciones municipales, obtuvo 2.559 votos, y entre todas las listas que presentó la coalición, solamente logró 2 concejales en Almácera. En Losa del Obispo y Benissanó se quedaron muy cerca de obtener representación.
- Elecciones generales de 2008, bajo el nombre anterior de Opció Nacionalista Valenciana.[11] Se presentó en las tres circunscripciones de la Comunidad Valenciana.

- Elecciones municipales de 2011 y Elecciones autonómicas de 2011, ya como partido Units x València.

En las elecciones municipales obtuvo un total de 3.629 votos y aumentó su representación a 4 concejales.
- Elecciones generales de 2011, únicamente por la circunscripción de Valencia, al no conseguir suficientes avales en las de Alicante y Castellón. En la circunscripción de Valencia obtuvo 2.447 votos.

- Elecciones generales de 2015, únicamente por la circunscripción de Valencia como En Positiu, junto con independientes,[12] obteniendo 1.276 votos (0.05%).[13][14]

| Evolución del número de votos en las elecciones autonómicas valencianas |       |               |
| Circunscripción / Año                                                   | 2007  | 2011          |
| Alicante                                                                | 627   | 428           |
| Castellón                                                               | 315   | 188           |
| Valencia                                                                | 1.617 | 3.013         |
| TOTAL                                                                   | 2.559 | 3.629 (0'15%) |

| Evolución del número de votos en las elecciones generales |       |               |
| Circunscripción / Año                                     | 2008  | 2011          |
| Alicante                                                  | 230   | -             |
| Castellón                                                 | 183   | -             |
| Valencia                                                  | 1.077 | 2.210         |
| TOTAL                                                     | 1.490 | 2.210 (0'09%) |